# Бакстон, Ричард
Ричард Бакстон (англ. Richard George Alexander Buxton, род. в г. Мэнсфилд, Англия) — британский эллинист, специалист по древнегреческой мифологии и литературе. Эмерит-профессор Бристольского университета. Автор многих работ.
Окончил со степенью бакалавра искусств кембриджский Кингс-колледж, где учился в 1968-71 гг. Затем получил степень магистра искусств (1974) — после учёбы там же в 1971-3 гг., во время которой он также занимался исследовательской работой в Высшей школе социальных наук в Париже. В 1977 году в Кембридже получил и степень доктора философии с работой по Пейто.
С 1973 года преподаватель в Бристольском университете, в 1995—2013 гг. профессор греческого языка и литературы, с 2014 г. эмерит.
В 1991-2 гг. профессор Страсбургского университета. В 2014 г. приглашённый сотрудник в Кембридже.
Читал множество лекций в разных британских университетах и школах, а также в других странах, в частности в США, Франции, Греции, Испании. В 2004 году Р. Бакстон прочёл несколько лекций в Москве. Он также выступает в СМИ.
Под его началом защитил докторскую дисс. Стивен П. Кершоу (Steve Kershaw).
Лауреат нескольких наград.
Его получившая наибольшее распространение книга «The Complete World of Greek Mythology» (2004) была переведена на девять языков, она представляет собой пересказ древнегреческих мифов с объемлющим, основанным на результатах новейших исследований комментарием о мире, в котором они появились; её называют многоинформативной и богато иллюстрированной.
Книга «Imaginary Greece: The Contexts of Mythology» (1994) представляет собой исследование древнегреческой мифологии в контексте условий её возникновения, общественных и природных.

## Книги
- Persuasion in Greek Tragedy: a Study of Peitho. Cambridge University Press, 1982; reissued as a Digital Paperback Reprint (2010). ISBN 978-0-521-13673-0
- Imaginary Greece: The Contexts of Mythology. Cambridge University Press, 1994. ISBN 0-521-33865-4
- The Complete World of Greek Mythology, Thames and Hudson, London, 2004. ISBN 0-500-25121-5